# Curtis Callan

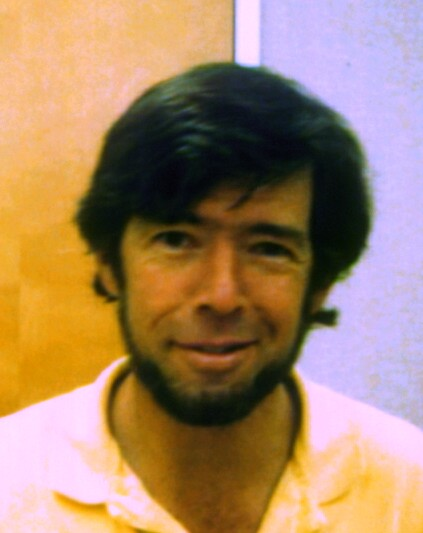
Curtis Callan (1986)

Curtis Gove Callan (* 11. Oktober 1942 in North Adams, Massachusetts) ist ein US-amerikanischer Physiker und Professor an der Princeton University.

## Leben und Werk
Den Bachelor of Science erlangte er 1961 am Haverford College. Später studierte er an der Princeton University bei Sam Treiman und promovierte dort 1964 mit der Arbeit Spherically Symmetric Cosmological Models. Er blieb dort als Instructor und ging 1967 als Assistant Professor an die Harvard University. Im selben Jahr erhielt er ein Forschungsstipendium der Alfred P. Sloan Foundation (Sloan Research Fellowship). Von 1969 bis 1972 und von 1975 bis 1977 war er am Institute for Advanced Study. 1972 kehrte er als Professor nach Princeton zurück, wo er seitdem forscht. Er war in Princeton seit 1986 Higgins Professor of Physics und ist dort seit 1995 James S. McDonnell Distinguished University Professor. Von 1998 bis 2001 war er in Princeton Vorsitzender der Physik-Fakultät und von 2005 bis 2008 war er Direktor des dortigen Center for Theoretical Physics. 1971 und 1980 war er Gastprofessor an der Universität Paris.
Er forschte unter anderem auf den Gebieten der Eichtheorie, der Stringtheorie (unter anderem Stringtheorie auf gekrümmten Hintergrund-Raum-Zeiten und Anwendung der Stringtheorie zur Erklärung der Entropie Schwarzer Löcher), der Monopole und der Starken Wechselwirkung (unter anderem in den 1970er Jahren zur Rolle von Instantonen im Confinement Mechanismus der Quantenchromodynamik mit David Gross und Roger Dashen). In den 1960er Jahren beschäftigte er sich mit Soft-Pion Theoremen im K-Meson Zerfall und Skalierungsgesetze bei der tiefinelastischen Hochenergiestreuung. 1970 formulierte er die Theorie der Renormierungsgruppe in der Teilchenphysik mit Kurt Symanzik neu. In den 1990er Jahren war er auch daran beteiligt, an der Princeton University ein interdisziplinäres Forschungszentrum für Genomforschung aufzubauen.
Bekannte Doktoranden von Callan sind Juan Maldacena, Igor Klebanov und Peter Woit (* 1957).
2000 erhielt er den Sakurai-Preis, 2004 wurde er mit der Dirac-Medaille (ICTP) ausgezeichnet, für 2016 wurde ihm der russische Pomerantschuk-Preis zugesprochen. Er ist Fellow der American Physical Society (1974), Mitglied der National Academy of Sciences (1989) und der American Academy of Arts and Sciences (1987). 2010 war er Präsident der American Physical Society.

## Schriften
- Broken scale invariance in scalar field theory. In: Physical Review D. Band 2, Nummer 8, 1970, S. 1541–1547, doi:10.1103/PhysRevD.2.1541.
- mit Sidney Coleman, Roman Jackiw: A new improved energy-momentum tensor. In: Annals of Physics. Band 59, Nummer 1, 1970, S. 42–73, doi:10.1016/0003-4916(70)90394-5.
- mit David J. Gross: Bjorken scaling in Quantum Field Theory. In: Physical Review D. Band 8, Nummer 12, 1973, S. 4383–4394, doi:10.1103/PhysRevD.8.4383.
- mit Roger F. Dashen, David Gross: The structure of the gauge theory vacuum. In: Physics Letters B. Band 63, Nummer 3, 1976, S. 334–340, doi:10.1016/0370-2693(76)90277-X.
- mit Sidney Coleman: Fate of the false vacuum. Teil 2: First Quantum Corrections. In: Physical Review D. Band 16, Nummer 6, 1977, S. 1762–1768, doi:10.1103/PhysRevD.16.1762.
- mit Roger F. Dashen, David J. Gross: The structure of hadrons in QCD. In: Physics Letters B. Band 78, Nummer 2–3, 1978, S. 307–312, doi:10.1016/0370-2693(78)90029-1.
- mit Roger Dashen, David J. Gross: Toward a theory of strong interactions. In: Physical Review D. Band 17, Nummer 10, 1978, S. 2717–2763, doi:10.1103/PhysRevD.17.2717.
- mit Roger F. Dashen, David J. Gross: A theory of hadronic structure. In: Physical Review D. Band 19, Nummer 6, 1979, S. 1826–1855, doi:10.1103/PhysRevD.19.1826.
- mit Roger F. Dashen, David J. Gross: Instantons as a bridge between weak and strong coupling in quantum chromodynamics. In: Physical Review D. Band 20, Nummer 12, 1979, S. 3279–3291, doi:10.1103/PhysRevD.20.3279.
- Monopole catalysis of baryon decay. In: Nuclear Physics B. Band 212, Nummer 3, 1983, S. 391–400, doi:10.1016/0550-3213(83)90677-6.
- mit Edward Witten: Monopole catalysis of skyrmion decay. In: Nuclear Physics B. Band 239, Nummer 1, 1984, S. 161–176, doi:10.1016/0550-3213(84)90088-9.